# Pia Höjeberg
Pia Ingrid Höjeberg, född 23 januari 1946 i Sankt Görans församling i Stockholm, är en svensk barnmorska och författare. Hon har gett ut böcker om hälso- och sjukvård i historiskt perspektiv och om graviditet och barnafödande i Sverige och andra kulturer.

## Biografi
Pia Höjeberg är född i Stockholm. Hon är dotter till fil. mag. Daniel Höjeberg och Monica Gube, född Lyktberg. I flickskolan uppmuntrades hon till författande, och Höjeberg har skrivit under hela sin yrkesverksamma tid. Hon blev legitimerad sjuksköterska 1968 och barnmorska 1971 samt distriktssköterskebarnmorska samma år. Därefter reste hon till Zambia och arbetade åren 1972–1974 som sjuksköterska bland barn för SIDA:s fredskår. Återkommen till Sverige skrev hon boken Musungu – Sjuksköterska och främling i Zambia och belönades för det med SIDA:s litteraturpris.
Genom kontakten med de traditionella barnmorskorna i Zambia blev hon intresserad av att veta mer om de svenska barnmorskornas historia och svensk förlossningsvård. Hon intervjuade svenska barnmorskor, och 1981 utkom Jordemor – Barnmorskor och barnaföderskor i Sverige, som dokumenterar barnafödande och barnmorskor.
Pia Höjeberg har arbetat inom förlossningsvård, inom mödrahälsovård och på ungdomsmottagning men även varit vårdlärare efter vidareutbildning 1977. Hon har dessutom varit verksam som redaktör på ett läromedelsförlag.
Böckerna om barnmorskor och barnafödande ger läsaren inblick i olika delar av ämnet. I Jordemor (1981) presenteras en historisk utveckling i Sverige, i Trollmor (1985) berättas om de folksägner som bredde ut sig bland folket, och dessutom finns vissa av dem med i sin helhet. Tre böcker – Kisa Mor, Helena Malheims barnmorskelära år 1756 samt Syster Stork – berättar om läkekvinnor och barnmorskor som haft betydelse för framstegen inom professionen. I boken Tröskelkvinnor (2000) är barnafödandet beskrivet från kulturell utgångspunkt. Författarinnan jämför barnafödande i olika länder i världen och ser bland annat på vilka följder sjukhusförlossningar fått för den sedvanliga traditionella kvinnokulturen. Kisamor har dramatiserats av en amatörteater i Kisa, Jordemor av Fria Provs Amatörteater (då med titeln Mor Cristine) .
Hanna och barnsängskriget, Höjebergs första skönlitterära bok, kom 2019. Den bygger på en verklig förlaga och utspelar sig i mitten av 1800-talet. Läsaren får följa Hanna från utbildning till hemförlossningar. I boken berättas också om hur huvudpersonen får vara med om genombrottet för aseptiken, som fick stor betydelse inte bara för förlossningsvården utan för all modern sjukvård.
2020 belönades Pia Höjeberg med Kungl. Gustav Adolfs Akademiens fond för svensk folklivsforskning, "för hennes mångåriga insats att med sakkunskap och stort personligt engagemang skriva barnmorskeyrkets och barnafödandets kulturhistoria."

### Böcker om barnmorskor och barnafödande
- Jordemor - barnmorskor och barnaföderskor i Sverige, 1981
- Trollmor – Sägner om moderskap, 1985
- Kisa Mor – En läkekvinnas levnadshistoria, 1990
- Jordemor – Barnmorskor och barnaföderskor i Sverige, 1981, och andra upplagan 1991
- Helena Malheims Barnmorskelära år 1756, 1995
- Tröskelkvinnor, 2000
- Syster Stork. Barnmorskan Johanna Bovall Hedén 1837–1912. Liv och skriftställning, 2007

### Romaner
- Hanna och barnsängskriget, 2019

### Barn- och ungdomsböcker
- Pojken som inte kunde sova, 1988
- Aylas saga 2004

### Övrigt
- Musungu  Sjuksköterska och främling i Zambia, SIDA, 1977
- Margret har fem barn: men inget som bor hemma, 1982[8]
- Afrika förbereder sina flickor, 1984[9]
- Den svenska barnmorskans historia, 1988[10]
- Friska barn och sjuka, i samarbete med Bengt Höjer, 1989
- All kärleks källa: om att föda, i samarbete med Åsa Kristenson, 2008
- Ungdomsmottagningarnas eldsjälar : Föreningen för Sveriges ungdomsmottagningar – FSUM, dess framväxt och utveckling 1989–2010, 2011
- 300 år i Livets tjänst, medarbetare i Barnmorskeförbundets minnesbok, 2011.
- När jag får mens, 2008
- Killar, målbrott, pubertet, 2009
- Tjejer, mens, pubertet, 2011

## Priser och utmärkelser
- 2011 – Svenska barnmorskeförbundet hederspris[4]
- 2020 – Kungl. Gustav Adolfs Akademiens fond för svensk folklivsforskning[7]